# Vanishing
Pour plus de détails, voir Fiche technique et Distribution.
Vanishing (배니싱:미제사건) est un thriller franco-coréen écrit et réalisé par Denis Dercourt, sorti en 2021.
Il s'agit d'une adaptation libre du roman Les Disparues de Shanghai de Peter May, édité en 2006.

## Synopsis
Dans la province d'Incheon, en Corée du Sud, un cadavre décomposé est repêché dans une rivière. En raison de sa putréfaction avancée, la police est incapable de l'identifier et décide donc de contacter une chercheuse française spécialisée dans l'identification des empreintes digitales, Alice Launey, de passage à Séoul pour donner une conférence à ses confrères. Conséquemment, elle accepte la demande du policier chargé de l'enquête, Park Jin-ho, et le duo met rapidement à jour un important réseau de trafic d'organes...

## Fiche technique
- Titre original : 배니싱:미제사건
- Titre international : Vanishing
- Réalisation et scénario : Denis Dercourt, d'après Les Disparues de Shanghai de Peter May
- Musique : Jérôme Lemonnier
- Photographie : Axel Cosnefroy
- Montage : Valentin Féron
- Production : Alexis Dantec et Yoon-Seok Nam
- Sociétés de production et distribution : Studio Santa Claus et JNC Media Group
- Pays d'origine :  Corée du Sud /  France
- Langue originale : coréen, français, anglais
- Format : couleur
- Genre : thriller
- Durée : 88 minutes
- Dates de sortie : 
  - Corée du Sud : 7 octobre 2021
  - France : 5 avril 2022 (VOD)

## Distribution
- Yoo Yeon-seok : Park Jin-ho
- Olga Kurylenko (VF : elle-même): Alice Launey
- Choi Moo-sung (VF : Stéphane Fourreau) : le donneur anonyme
- Ye Ji-won (VF : elle-même) : Im-sook
- Lee Seung-joon : Dr. Lee
- Park So-yi : Yoon-ah
- Sung Ji-ru (VF : Enrique Carballido) : détective Jae-yeong
- Anupam Tripathi : le livreur
- Kim Myung-gon : le chef de la Mafia chinoise